# Rusal
Rusal, oficiálně Spojená společnost Rusal (Объединённая компания «РУСАЛ»), zkratkou OK Rusal (ОК РУСАЛ), jiné názvy Rossijskij aljuminij (Российский алюминий), United Company RUSAL a UC Rusal, je ruská firma zaměřená na těžbu a výrobu hliníku. Z daňových důvodů oficiálně sídlí na ostrově Jersey, její centrála je však v Moskvě. S kapacitou 4,3 milionu tun ročně se jedná o druhou největší hliníkárnu na světě po čínské China Hongqiao Group Limited. Počátky organizace leží v raných devadesátých letech 20. století, kdy Oleg Děripaska s podporou izraelského podnikatele Michaela Cherneyho začal investovat do tehdy privatizovaných sovětských hliníkáren. Postupně je konsolidoval do jednoho koncernu, k němuž některé své závody připojil i další ruský oligarcha Roman Abramovič, a skupoval další podniky. Pod dnešním názvem Spojená společnost Rusal se koncern objevil roku 2007, kdy došlo ke spojení původní společnosti RUSAL, jejího domácího konkurenta SUAL a části švýcarské komoditní společnosti Glencore.
V dubnu 2018 se Děripaska, Rusal i někteří další s ním spojení lidé ocitli na sankčním seznamu Spojených států zřejmě v důsledku podezření z manipulace prezidentských voleb v USA v roce 2016. To vedlo ke změnám v managementu Rusalu, aby se společnost vyhnula sankcím.